# 北九州市立長尾小学校
北九州市立長尾小学校（きたきゅうしゅうしりつ ながおしょうがっこう）は、福岡県北九州市小倉南区長尾四丁目にある公立小学校。

## 沿革
- 1981年（昭和56年）-「北九州市立長尾小学校」が開校
- 1990年（平成2年）- 開校１０周年記念式典を挙行
- 2000年（平成12年）-長尾小２０周年記念式典を挙行
- 2010年（平成22年）-創立３０周年記念式典を挙行

## 交通
- 北九州モノレール徳力嵐山口駅から徒歩14分
- 西鉄バス北九州祇園町バス停から徒歩4分